# 韋埃爾·薩瓦卡國際機場
韋埃爾·薩瓦卡國際機場（IATA代碼：IXZ，ICAO代碼：VOPB）是一座位於印度海外領土安達曼-尼科巴群島首府布萊爾港的國際機場，雖名為國際機場，但該機場甚少國際航班，大多數航班以印度國內線為主，尤其是來往清奈的航班。

## 航空公司與目的地
| 航空公司                        | 目的地               |
| ------------------------------- | -------------------- |
| 印度航空（AI） 〔星空聯盟〕     | 清奈、加爾各答       |
| 印度區域航空（9I） 〔星空聯盟〕 | 布班沙瓦、德里       |
| 靛藍航空（G8）                  | 清奈、德里、加爾各答 |
| Jal Hans（N/A）                 | 擁鎖島               |
| 捷特航空（9W）                  | 清奈                 |
| 捷特區域航空（9W）              | 德里、加爾各答       |
| 香料航空（SG）                  | 清奈                 |
| 亞洲航空（AK）                  | 吉隆坡               |

## 外部連結
- Vir Savarkar Airport (official AAI web site)
- 世界航空数据库中的VOPB机场数据，数据截止日期：2006年10月。